# Chiesa di Sant'Elena dei Credenzieri

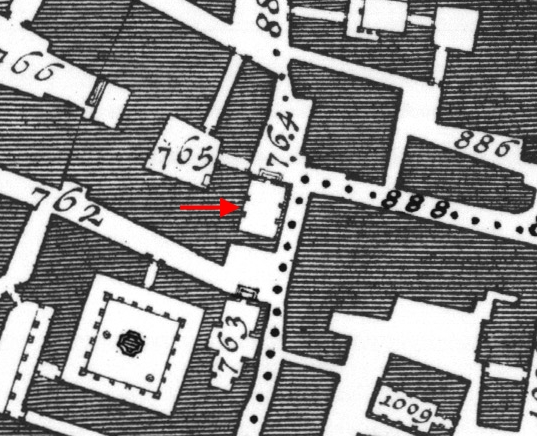
Pianta di Giovanni Battista Nolli (Nuova Topografia di Roma, 1748), con l'indicazione topografica della Chiesa di Sant'Elena dei Credenzieri (n. 764).

La chiesa di Sant'Elena dei Credenzieri è una chiesa scomparsa di Roma, nel rione Sant'Eustachio. Essa era collocata in piazza Sant'Elena, oggi non più esistente, tra gli attuali largo Arenula e largo di Torre Argentina. Era vicinissima all'altra chiesa, anch'essa demolita, di Sant'Anna dei Falegnami. Fu demolita nel 1888 per la costruzione di via Arenula.

## Storia
La chiesa è menzionata per la prima volta in una bolla di papa Urbano III del 1186 tra le chiese filiali di San Lorenzo in Damaso con il nome di San Nicola de Mellinis. Nel catalogo di Cencio Camerario (fine XII secolo) compare al n. 227 con il nome di sancto Nicolao Melinorum. Il nome ricorda la famiglia Mellini, che ebbe delle case di sua proprietà in quella parte del rione Sant'Eustachio. Il cognome Mellini, col passare del tempo, viene corrotto in diversi modi: si trovano le forme in Mellitybus, de Militibus e de Molinis. Nel XVI secolo si impone il nome di San Nicola dei Cavalieri, dal nome della piazza antistante, dove si trovava l'abitazione della famiglia romana dei Cavalieri.
Nel 1577 la chiesa fu concessa da papa Gregorio XIII alla confraternita dei Credenzieri, costituita dagli inservienti e dai domestici di casa dei cardinali e della nobiltà romana e riconosciuta da papa Paolo IV nel 1557. Questa confraternita, che ebbe sede dapprima in San Salvatore in Lauro e poi in San Luigi dei Francesi, fece ricostruire la chiesa nel 1594 affidando i lavori all'architetto Francesco Ferrari e dedicandola alla loro santa protettrice, sant'Elena imperatrice. Agli inizi dell'Ottocento, dispersa la confraternita dei Credenzieri, l'edificio passò all'arciconfraternita di Gesù Nazareno. La chiesa era conosciuta anche con il nome di Sant'Elena alli Cesarini, dal nome di un'altra famiglia romana che possedeva nelle vicinanze un suo palazzo (cfr. chiesa di San Nicola dei Cesarini).
Fino al 1594 la chiesa era sede di una parrocchia romana con il nome di San Nicola dei Molini. Quando l'edificio fu ricostruito, la parrocchia venne soppressa ed il suo territorio suddiviso fra le vicine parrocchie di San Nicola dei Cesarini e di San Biagio dell'Anello.
La chiesa, ad un'unica navata, comprendeva tre altari: l'altare maggiore con una tela dedicata a Sant'Elena della scuola del Pomarancio; l'altare dell'Assunta, con un'opera di Orazio Borgianni; e l'altare di santa Caterina, con una tela dedicata alla santa del Cavalier d'Arpino. In fondo alla chiesa si trovava, all'interno di una credenza, un affresco con la rappresentazione della Sacra Famiglia.